# 孫休
吴景帝孫休（235年—264年9月3日），字子烈，為孫權第六子，在父親孫權、弟孫亮後繼任為吳國第三任皇帝，在位六年。

## 早年经历
孙休生于嘉禾四年（235年），母王夫人，13岁时，跟随谢慈和盛冲就学。
太元二年（252年）受封為琅琊王，居於虎林，當時十八歲。同年四月，大帝因患風疾病死於建業，孫休的嫡弟孫亮繼位，由太傅諸葛恪秉政，諸葛恪不欲諸王在濱江兵馬之地，遂徙孫休至丹楊郡。其後又因丹楊太守李衡數次以事侵擾孫休，孫休上書乞求徙往其他郡，孫亮遂下詔徙孫休至會稽郡。
孙休的岳母和姐姐孙鲁育被权臣孙峻冤杀，孙休害怕，将妻子朱氏送回建业，执手泣别。朱氏到建业，被孙峻遣回。

## 在位期間

### 誅殺孫綝
太平三年九月廿六日（258年11月9日），宗室孫綝發動政變，罷黜孫亮為會稽王，立孫休為帝，孫休三次辭讓而受，改元永安，封孫綝為丞相，孫綝五兄弟皆封侯掌禁军，權傾朝野，時為十月十八日己卯（11月30日）。
孙休先假意麻痹孙綝，将举报孙綝谋反之人交給孙綝处置，后又加孙綝弟孙恩为侍中分其权，年末设宴请孙綝，孙綝称病不赴，孙休十多次派人去请，孙綝终于赴宴，席间想借故早退，被丁奉等擒住，孙休历数孫綝罪状斩之，灭其三族。孙綝的权臣地位继承自其堂兄权臣孙峻，孙休又将孙峻的棺材削薄后重新下葬，并将孙峻、孙綝开除宗籍，称之为“故峻”“故綝”，并赦免被孙峻、孙綝所害之人。
260年，孙亮的封地会稽传出谣言，说孙亮将返回建业复辟；而孙亮的侍从亦声称孙亮在祭祀时口出恶言。经审判后，孙亮被贬为侯官侯（侯官县治在今福建省福州市市区）并被流放，途中死去。据《三国志》记载，孙亮可能是自杀，也可能是被孙休派人毒死的。

### 主要施政
孫休在位期間，以衛將軍濮陽興為丞相，廷尉丁密、光祿勳孟宗為左右御史大夫。布典宮省，興關軍國。
孫休崇尚文化。永安元年創設國學，置學官，立五經博士，選送吏中及將吏子弟好學者就學，为南京太学之滥觞，韋昭為首任博士祭酒。
武功方面，无甚建树，曾图先统一南方。永安七年（264年）二月，趁蜀中無主，西征巴蜀，以鎮軍将军陸抗、撫軍将军步協、征西將軍留平、建平太守盛曼，率大軍圍蜀巴東守將羅憲。魏使將軍胡烈率步騎二萬侵擾西陵，以救羅憲，陸抗等遂引軍退回吳國，最终丝毫未能夺取蜀汉故地。

### 駕崩
永安七年七月，孫休病重而不能說話，卻能書寫；同月廿四日（9月2日）大赦天下，但次日（9月3日）以三十歲英年早逝。丞相濮陽興、左將軍張布遊說孫休之妻朱皇后，因蜀國初亡，而交阯攜叛，國內震懼，希望立長君，所以意欲孙休亡兄孫和之子孫皓嗣位。
孫皓繼位後，於元興元年（264年）十一月，誅殺丞相濮陽興、左將軍張布。又於甘露元年（265年）七月，逼殺朱皇后，只於苑中小屋治喪，又送孫休四子於吳小城，再復追殺年長的孫𩅦及孫𩃙。
孫休之墓為吳定陵，史籍沒有記載墓葬位置。據朱彝尊考證，其在今海寧邵灣山，順治年間偶然被當地居民發現。

## 家庭成员

### 后妃
- 朱皇后，諡號景皇后，朱據女，262年立為皇后。

### 子女
孫休為方便世人，不易因犯讳而产生罪责，為兒子所取的名與字都是自創新字（冷僻字）。
- 豫章王孫：字，孫休長子，262年立為太子。266年為孫皓所殺。
- 汝南王孫：字，孫休次子。266年為孫皓所殺。
- 梁王孫：字，孫休三子。
- 陳王孫：字，孫休四子。

## 影視形象
- 1994年电视剧《三国演义》：潘粤明饰孫休

## 延伸阅读
[在维基数据编辑]
 在维基文库阅读此作者作品
 《三國志/卷48》，出自陳壽《三國志》
| 前任： 么弟吳廢帝孫亮 | 中国東南部君主 258-264 | 繼任： 侄吴末帝孫皓 |
| 前任： 么弟吳廢帝孫亮 | 孫吳皇帝 258-264       | 繼任： 侄吴末帝孫皓 |